# El Lagarto Juancho
El Cocodrilo Juancho (o El Lagarto Juancho, Wally Gator en inglés) es un personaje de dibujos animados creado por la factoría de animación de  Hanna-Barbera. Se trata de un aligátor antropomórfico parlante cuyas aventuras se emitieron por las emisoras sindicadas de televisión estadounidenses a partir del 3 de septiembre de 1962  dentro del programa infantil las Nuevas series animadas de Hanna-Barbera (The New Hanna-Barbera Cartoon Series). En dicho programa, Juancho estaba acompañado de las series de  Leoncio León y Tristón y de la Tortuga D' Artagnan.

## Personajes
- El Cocodrilo Juancho: Como buen cocodrilo de Florida, Juancho mantiene esta apariencia. Largo tronco de color verde, aplanado y ancho y pequeñas extremidades. Anda con la cola recogida hacia arriba y no arrastrando aunque le cuelga un tanto el pico superior. Su vientre es pálido. Comparte con otros personajes de Hanna-Barbera el vestir cuello de camisa y puños. También va tocado con un sombrero violeta y cinta negra.
- Horacio (Mr. Twiddle): Él es el guarda del parque zoológico donde reside Juancho. Horacio es un hombre menudo de cabeza grande con mofletes desinflados, bigotito y nariz elevada. Su cuerpo es compacto tirando a delgado, piernas cortitas y finas. Viste gorra de vigilante roja, camisa blanca, pequeña pajarita negra, chaqueta roja y pantalones a juego, calzando zapato negro.

## Argumento
Juancho está completamente adaptado a su residencia, un jardín zoológico en Florida, y al entorno humano. Sus únicas ansias de escape se deben a su curiosidad por investigar la ciudad, lo cual lo mete en innumerables problemas con el señor Horacio, su cuidador. Mucho más peligrosos que él resultaban los humanos con que se encontraba en sus andanzas, que invariablemente lo perseguían para utilizar su cuero en marroquinería.

## Doblaje
- El Cocodrilo Juancho: Daws Butler. En México fue doblado por Julio Lucena.
- Horacio: Don Messick. En tanto que Juan José Hurtado fue el actor de doblaje para la versión hispanoamericana.

## Episodios
Los episodios de El Cocodrilo Juancho fueron emitidos a partir del 2 de septiembre de 1962 por las cadenas sindicadas estadounidenses dentro del programa infantil Nuevas series animadas de Hanna-Barbera (The New Hanna-Barbera Cartoon Series). Se emitieron 52 episodios repartidos en dos temporadas.
A continuación la relación de los episodios con su título en la versión en español y en inglés original, con una breve sinopsis de los capítulos cuando ha sido posible recogerla.
Episodios:
1. No Quiero Ser Dragón [Droopy Dragon]: Juancho fuma y ahuma todo a su alrededor, corriendo el peligro de causar un incendio.
2. Robo en el Zoológico [Gator Napper]: Juancho es llevado del Zoo por otros Cocodrilos que lo toman por uno más de ellos.
3. Fiebre de Pantano [Swamp Fever]: Horacio le trae a Juancho un amigo del Pantano pero no harán buenas migas.
4. Baile de Disfraces [White Tie And Frails]: Juancho revienta una fiesta de disfraces.
5. Hay Que Vestir a la Moda [Escape Artist]: Horacio decide poner un perro guardián después de que Juancho intentase escapar.
6. California O Nada [California Or Bust]: Juancho se esconde en una caja en un camión que va a California pero la caja cae en medio del desierto. Allí se encuentra a un viejo Cowboy y a su caballo Agnes.
7. Trampa y Fortuna [Frame and Fortune]:
8. Me Encantan Los Nabos [Tantilizin' Turnips]: Juancho se escapa a los Everglades y allí cata unos deliciosos nabos. Lo malo es que pertenecen a un Aligátor que le pedirá cuentas.
9. Buscando Libertad [Over The Fence Is Out]: Juancho desea escapar del Zoo, pero primero deberá eludir a Horacio.
10. Mi Compañero El Oso [Bear With Me]: Habiendo llegado un oso al parque es puesto en la jaula de Juancho. De cara al público, el nuevo inquilino parece majo pero a Juancho le amarga la vida. Lo peor es que todos los privilegios de los que gozaba Juancho se le quitan para dárselos al osito mala baba y Juancho al final acaba por vivir con el gorila. Pero al final Horacio devuelve a Juancho a su sitio.
11. Cocodrilo Trasnochador [Outside Looking In]:
12. Viva La Soltería [Bachelor Buttons]: Horacio intenta propiciar a Juancho una esposa
13. ¿Quién Es La Bruja? [Which Is Which Witch?]: Juancho desea acudir a una hechicera.
14. Petición De Un Bolígrafo A Rayas [Pen Striped Suit]:
15. Marinero de Agua Dulce [Ship Shape Escape]: Juancho es engañado por un marino.
16. El Pequeño Jefe Indio [Semi Seminole]: Un pequeño indio intenta cazar a Juancho.
17. Juancho Caperucita Roja [Little Red Riding Gator]:
18. ¡Que Vacaciones! [Ice Cube Boob]:
19. El Embrujo de la Selva [The Forest's Prime Evil]:
20. Vuelve A Casa [Snooper Snowzer]:
21. Consciencia Inconsciente [Unconscious Conscience]: Juancho deja que su conciencia le sirva de guía.
22. Juancho y el Robot [Gator-Baiter]: Un Aligátor robot se pierde en el zoo.
23. Falsa Alarma (False Alarm):
24. El Lagarto Fantasma [Phantom Alligator]:
25. La Motoneta Infernal [Puddle Hopper]:
26. La Caza de un Bebé [Baby Chase]:
27. Sueños de Gloria [Gosh Zilla]:
28. Juancho Contra Tarzán [Camera Shy Guy]: Juancho piensa que su destino es convertirse en una estrella del cine y se encamina hacia el Drug Store Squad que es donde se suelen descubrir las estrellas. Y así es, Juancho una vez es descubierto va a hacer una película, pero pronto descubre que Hollywood estará mejor sin él.
29. Viva El Amor [Rebel Rabble]: Juancho se va del zoológico hacia los Everglades, una vez allí se enamora de una bella lagarta, pero empieza a tener a un rival que le quiere quitar a la chica.
30. Odio Podar el Pasto [No More Mower]: Juancho no soporta el ruido del cortacésped.
31. Caballeros y Dragones [Knight Nut]: Un científico loco secuestra a Juancho y lo envía a la Edad Media. Pronto Juancho deseará volver a su amado parque.
32. Experto en Escapatoria [Ape Scrape]: Juancho es arrestado por intentar entrar en el Zoo.
33. Una Pequeña Equivocación [Gator Imitator]:
34. Es Más Seguro Estar En Casa [Safe At Home]: Juancho será fichado por el equipo de béisbol, los Gators de Florida.
35. Escapatoria Aérea [Ballon Baffoon]:
36. Estás Muy Gordo Juancho [Rassle Dazzle]:
37. Compañeros de Viaje [Sea Sick Pals]:
38. Accidentalmente A Propósito [Accidentally On Purpose]: Un vendedor de seguros está empeñado en venderle una póliza a Juancho. Pero Juancho no se cree que pueda sufrir un accidente jamás. Por ello el vendedor se empeña en que sufra uno.
39. Locura de Silvido [Whistle Stopper]: Horacio se ha agenciado un silbato que le deja a uno parado.
40. Infeliz Cumpleaños [Birthday Grievings]:
41. El Doctor Ben Queso [Medicine Avenue]:
42. El Comisario [Marshall Wally]:
43. Viaje Redondo [One Round Trip]:
44. Tusaramus la Deboradora [Gopher Broke]: se mete en el recinto de Juancho, le seca la piscina. Ni con disparos ni con dinamita son capaces de acabar con él.
45. Juancho Gladiador [Gladiator Gator]:
46. Las Burbujas Traen Problemas [Bubble Trouble]:
47. Patinando En Hielo [Ice Charades]:
48. La Criatura del Planeta Nix [Creature Feature]:
49. Los Derechos del Colono [Squatter's Rights]:
50. ¡Que Gotera! [The Big Drip]: Un grifo que gotea está sacando de quicio a Juancho, pero Horacio le pide que espere al fontanero, mientras que Juancho quiere arreglarlo él mismo.
51. Que Buenas son las Dietas [Gourmet Gator]: Juancho desea comer la comida de la ciudad.
52. Hogar Dulce Hogar [Carpet Bragger]: Un aligátor pretende sustituir a Juancho en el zoo.

## Secuelas
En Las olimpiadas de la risa El Cocodrilo Juancho participaba en el equipo del Oso Yogui.

## Otras apariciones
- El Lagarto Juancho aparece en la película el Arca Loca de Yogui (1972) y en la serie del Clan del Oso Yogui (1973).
- Juancho fue un miembro de los Yogi Yogis en Las olimpiadas de la risa (1977–1978).
- En Yogi Bear's All Star Comedy Christmas Caper (de 1982), El Lagarto Juancho (acompañado por Maguila Gorila y Yakky Doodle) fue incapaz de ayudar a Yogi y sus amigos a localizar a J. Wellington Jones.
- Wally Gator hizo un cameo en el episodio de Yogui y la búsqueda del tesoro (1985).
- En Yogi's Great Escape (1987), Yogi Bear encuentra a Wally Gator en los pantanos, donde estaba escondido en un barco abandonado de los cuidadores del zoológico.
- En Wake, Rattle, and Roll (de 1990 al 1991), Wally Gator (con voz de John Mariano) está asociado con Magilla Gorilla en el segmento de "Fender Bender 500".
- Wally Gator apareció como un adolescente en Yo Yogi! (de 1991), con voz de Greg Burson.
- Wally Gator hace un cameo en el videojuego de SNES Hanna Barbera's Turbo Toons, de 1993.
- Wally Gator apareció en el episodio "Knock It Off" de Las Chicas Superpoderosas (de 1998), donde era de tamaño gigante y casi cayó encima de la ciudad de Nueva York, pero fue salvado por el primero de Las Chicas Superpoderosas al Extremo de Professor Dick Hardly, desde casi lesionarse el dedo del pie.
- En Harvey Birdman el Abogado (de 2000), El Lagarto Juancho fue arrestado en los pocos episodios.
- En Sealab 2021 (de 2000), El Cocodrilo Juancho hizo un cameo en el episodio "Fuxebox".
- En Robot Chicken, en el episodio "Ban on the Fun" (de 2007), el Lagarto Juancho hace un cameo, que fue disparado por los villanos de Las olimpiadas de la risa.
- En MetLife, El Lagarto Juancho hizo un cameo en un cortometraje comercial titulado Everyone (de 2012).